# This Is War
This Is War —en español: Esto es la guerra— es el tercer álbum de estudio de la banda estadounidense de rock alternativo 30 Seconds to Mars, este álbum es el primero en cuatro años desde A Beautiful Lie. El álbum salió a la venta el 8 de diciembre de 2009 en Estados Unidos. El primer sencillo del álbum, «Kings and Queens», al igual que su vídeo musical fueron estrenados en octubre y noviembre respectivamente del mismo año.

## Información del álbum

### Demanda de Virgin Records
Poco antes de empezar las sesiones de This Is War, la banda tenía como plan abandonar su compañía discográfica Virgin/EMI por un nuevo sello. En respuesta, la discográfica los demandó por 30 millones de dólares por incumplimiento de contrato, ya que originalmente la banda se comprometía a realizar 3 álbumes y permanecer 10 años con la discográfica. Jared Leto, el cantante y líder de la banda respondió a la demanda señalando lo siguiente:

"Si ustedes piensan que el hecho de que hemos vendido más de 2 millones de discos y no nos han pagado ni una moneda es realmente increíble, bueno, nosotros también. Y el hecho de que EMI nos informara que no solo ellos no nos van a pagar después de todo pero que nosotros aún tenemos una deuda de $1,4 millones a ellos es aún más increíble. Además, hay más, con el nuevo régimen en EMI despidiendo a la mayor parte del personal que conocemos y poniendo anuncios en nuestro sitio web, con EMI controlando el 100% de la masterización de nuestros álbumes... por siempre... y básicamente poniendo una puerta giratoria de regímenes en la empresa, se hizo fácil no querer seguir así".

La banda destacó que, según una ley, no podían ser obligados a firmar un contrato por más de 7 años, y que ellos lo hicieron por 10 años. Pese a ello, la banda decidió continuar su contrato con Virgin/EMI para lanzar el siguiente disco.
También confirmó que el álbum adoptaría un estilo más progresivo, más cercano al del álbum debut 30 Seconds to Mars que de A Beautiful Lie.

## Escritura y grabación

### The Summit
Durante las sesiones de grabación, la banda organizó una reunión en la que llamaron The Summit en el club Avalon en Los Ángeles. El objetivo de esto era que los fanes pudieran ver la grabación de la banda e incluso participar en la grabación. En una entrevista, el vocalista Jared Leto dijo lo siguiente:
"The Summit fue un experimento en nuestro proceso de grabación, y estábamos tratando de pensar en maneras que podrían profundizar la conexión entre nosotros y nuestra familia de seguidores en todo el mundo. Lo hacemos a menudo, y pensar en formas de romper el límite . Y pensé: '¡Qué grande sería invitar al mundo a venir y ser parte del próximo álbum de 30 Seconds to Mars! [...] Hicimos todo lo de la expresión de percusión para susurrar a las cosas que eran un poco más familiares, como invitar a las 1.000 personas que estaban allí para cantar el estribillo de una canción. Los que fueron parte de todo esto serán parte del próximo álbum de 30 Seconds to Mars. Simplemente, fue una de las mejores cosas que hemos hecho como banda. "
Más adelante, en esta entrevista, Jared reveló que el estilo del álbum se inclina más hacia la de su debut homónimo que la de A Beautiful Lie, diciendo que "la canción más larga de la existencia es, al igual que, ocho minutos. La más corta, probablemente de cinco. [...] No creo que tengamos alguna de menos de cinco minutos. Creo que hacer un trabajo realmente bueno es persiguiendo el sentimiento, el núcleo de la canción, y permitir que la canción dé la capacidad o el derecho de ir a donde nos lleva, donde quiere ir. La canción que dicta, y hemos estado trabajando en esta colección de canciones por 12 meses, por lo que los conocemos muy bien . "

### Colaboración con Kanye West
En mayo de 2009, Kanye West publicó una foto de sí mismo, Brandon Flowers (el cantante de The Killers) y Jared Leto juntos y anunció que él y Jared estaban trabajando juntos en una canción llamada "Hurricane". Esta colaboración se ha incluido solo en una primera versión de "Hurricane", y el trabajo de West no lo hizo en el álbum. Leto dijo que él,
"... En realidad había tenido la idea de trabajar con Kanye hace algún tiempo, pero es bastante increíble que en realidad sucediera. [...] Él vino por aquí, fue aquí en el estudio, e hizo algunas canciones, y nos lo pasamos muy bien. "
La contribución vocal de West para la canción fue eliminado en última instancia, debido a problemas legales relacionados con los derechos de cada compañía discográfica. Aunque no fue lanzado en el original pulsando del álbum, Leto dijo que la canción se escucha al final. Las primeras versiones del álbum se filtró tenía la versión de "Hurricane" con Kanye West incluido.
Finalmente, dicha versión ha sido incluida en la versión de lujo de This is War.

## Promoción y lanzamiento

### Las caras de marte
This Is War cuenta con 2000 diferentes portadas con fotos individuales de fanáticos de la banda de todo el mundo. La banda invitó a sus fanes a subir imágenes de sí mismos, de modo que luego se seleccionaran las 2000 mejores. Las imágenes serían utilizadas como carátulas para la edición física del álbum y serían enviadas alrededor del mundo a las tiendas de discos. Para el material promocional y la edición digital del álbum, se ocupa la carátula oficial del disco, en la cual aparece un tigre rugiendo.
También se incluyen las fotos de algunos artistas y ejecutivos de industrias musicales, como Irving Azoff, Greg Thompson, Angelica Cob-Baehler, Colin Finklestein, Bob Semanovich, Bam Margera, Kat Von D, Conan O'Brien, Gabe Saporta de Cobra Starship entre otros. También la madre de Jared y Shannon Leto aparece en una de las carátulas del álbum.

## Estilo musical y canciones
El escritor de Allmusic Stephen Thomas Erlewine reconoció la progresión de la banda desde su último disco, diciendo que era una responsabilidad "Cuando ellos fueron la minería, un post-grunge o nu metal o vena emo", pero ahora el grupo se desvió a un sonido que recuerda más de "un híbrido de la onda nuevo retor de The Killers ", refiriéndose al estilo general del registro como una mezcla de synth rock, metal y rock progresivo.
Sara Anderson, de AOL Radio que se refiere a This Is War como "sonido de rock muy progresivo con coros asesinos";. diciendo que el álbum claramente se inspira en Pink Floyd o M83 melódico. 
El escritor de Billboard Cortney Harding dijo que el álbum "representa un paso artístico hacia adelante para la banda," 
la observación de que la banda no ha abandonado completamente sus tendencias de rock melódico y duro. The Times describió el sonido del disco como "un más apretado, conjunto más textura de eyeliner canciones indie-rock de discos anteriores del grupo".
El cantante de 30 Seconds to Mars Jared Leto describió el disco como un álbum conceptual, procediendo a decir 
"si esto no es así, no estoy seguro de lo que es".
Dijo que el registro se creó en un "periodo de 2 años intenso, donde se sentía como todo el mundo se venía abajo y los cambios masivos fueron pasando. Creo que se puede escuchar en el sonido de este álbum. " Por otra parte, se negó a llamar al álbum una ópera rock"
Leto describe el estilo como "mucho más electrónico y experimental, con una gran cantidad de sintetizadores vintage."
También mencionar que él había escrito letras de algunos temas que sentía que faltaban de sus trabajos anteriores, como el optimismo y la sexualidad solo para la canción "Stranger in a Strange Land". 
La escritora de Rock Sound Victoria Durham se refiere a los temas dramáticos infundido en el álbum, como "Night of the Hunter", que dijo "es uno de los esfuerzos más dramáticos del álbum" y recordando también más de su anterior álbum, A Beautiful Lie, que dice "presentó su cuota de los momentos más dramáticos." 
Se reitera la demanda de Leto, teniendo en cuenta el tema tiene una "sensación de conquista de todo el optimismo".

## Lista de canciones
| N.º | Título                       | Escritor(es) | Duración |  |
| 1.  | «Escape»                     | Jared Leto   | 2:23     |  |
| 2.  | «Night of the Hunter»        | Jared Leto   | 5:39     |  |
| 3.  | «Kings & Queens»             | Jared Leto   | 5:48     |  |
| 4.  | «This Is War»                | Jared Leto   | 5:27     |  |
| 5.  | «100 Suns»                   | Jared Leto   | 1:58     |  |
| 6.  | «Hurricane»                  | Jared Leto   | 6:12     |  |
| 7.  | «Closer to the Edge»         | Jared Leto   | 4:33     |  |
| 8.  | «Vox Populi»                 | Jared Leto   | 5:42     |  |
| 9.  | «Search & Destroy»           | Jared Leto   | 5:38     |  |
| 10. | «Alibi»                      | Jared Leto   | 5:59     |  |
| 11. | «Stranger in a Strange Land» | Jared Leto   | 6:54     |  |
| 12. | «L490»                       | Shannon Leto | 4:26     |  |

### Deluxe Edition
CD:
- "Hurricane" (featuring Kanye West)

- "Bad Romance " (Live BBC Version)(Lady Gaga cover)

- "Stronger" (Live BBC Version) (Kanye West cover)

DVD:
- "Closer To The Edge" video.

- "The Ride (Kings and Queens)" video.

- "The making of "The Ride".

- "Into The Wild".

- "The Summit".

- "War Is Coming" Short films.
- Photo Gallery.

### iTunes bonus tracks edition
- "Kings and Queens" (LA Riots Main Vocal Mix) – 6:12

- "Night of the Hunter" (Flood Remix) [Pre-order only] – 4:52

### Japan bonus tracks edition
- "Kings and Queens" (Eddy and Tiborg Radio Mix)

- "Kings and Queens" (Innerpartysystem Remix Main)

### UK bonus tracks edition
- "Kings and Queens" (Tek-One Remix) [Available for online download for limited time only]

- "Closer To The Edge" (Acoustic)

## Ventas y calificaciones
En la semana de su lanzamiento, This Is War vendió más de 70 000 unidades en los Estados Unidos, entrando en el Billboard 200 en el número 18. El álbum debutó en el número dos de la lista Billboard Top alternativa, el número dos en la tabla digital albums , el número cuatro en la tabla Top Rock,  y el número 23 en la tabla european albums.  El 19 de febrero de 2010, el álbum fue certificado Oro por la Industria Fonográfica Británica de las ventas de 100 000 unidades.
El primer sencillo del álbum, "Kings and Queens", debutó en su semana de lanzamiento en el número 20 en la lista Billboard Alternative songs y el número 24 en la tabla Rock songs. 
En el gráfico de alternative songs, la canción subió al #5 solo cuatro semanas después de su debut, alcanzando el número uno y permanecer allí durante tres semanas. 
"Kings and Queens" es la segunda canción alternativa número 1 de 30 Seconds to Mars, con "From Yesterday", que logró estar dos semanas en la parte superior. Antes de su lanzamiento como sencillo, en la semana que finalizó el 26 de diciembre de 2009, la canción "This Is War" debutó en el Billboard Hot 100 en el número 72, el número 67 en el Canadian Hot 100,  el número cuatro en la tabla Heatseekers songs y el número 33 en la lista Hot Digital Songs. La canción fue lanzada como sencillo a la radio estadounidense el 8 de marzo de 2010 , que fue muy bien recibida.
En Alemania, el álbum debutó en el # 15 y rápidamente cayó, y después de solo 14 semanas, desapareció de las listas de álbumes. 
Después de que el álbum alcanzó varias entradas nuevas en algunos puestos bajos, se las arregló para subir desde de junio (seis meses después del lanzamiento del álbum) y después de otras 10 semanas, alcanzó su pico final en el #10.
En noviembre de 2010 "This Is War" fue disco de oro en varios países, incluyendo Alemania, Sudáfrica, Austria, Australia y Bélgica.
El álbum ha recibido certificación de doble oro en el Reino Unido, doble platino en Portugal
y en 2011 recibió disco de platino en Polonia, siendo así, una de las bandas más conocidas y exitosas en lo que respecta al rock alternativo de la década del 2000 en adelante. El álbum ha vendido más de 3 millones de copias en todo el mundo.

## Personal

### 30 Seconds to Mars
- Jared Leto – Voz, guitarra rítmica, bajo, piano, sintetizador
- Tomo Miličević - Guitarra líder, teclado, sintetizador
- Shannon Leto - Batería, guitarra (track 12)

### Colaboradores
- Flood - Productor
- Steve Lillywhite - Coproductor
- Ryan Williams - Ingeniero de sonido, remezclado
- Dana Neilsen - Ingeniero de sonido adicional
- Jamie Schefman - Ingeniero de sonido adicional
- Mat Radosevich - Ingeniero de sonido adicional
- Rob Kirwan - Ingeniero de sonido adicional
- Sonny Diperri - Ingeniero de sonido adicional
- Tom Biller - Ingeniero de sonido adicional
- Joe Wohlmut - Ingeniero de sonido en The Summit de Los Ángeles
- Andre Doucette - Ingeniero de sonido en preproducción
- Stephen Marcussen - Masterización
- Michael Einziger - Arreglos de orquesta
- Mark Thecobrasnake - Fotografía
- Daniel Jiménez - colaborador de tintos y pericos
- Varnish Studio Inc. - Dirección artística
- Fanáticos presentes en The Summit

## Historial de lanzamiento
| País           | Fecha                   | Sello      | Formato    | Catálogo      |
| -------------- | ----------------------- | ---------- | ---------- | ------------- |
| Australia      | 4 de diciembre de 2009  | EMI        | CD         |               |
| Austria        | 4 de diciembre de 2009  | EMI        | CD         | 9651112       |
| Alemania       | 4 de diciembre de 2009  | EMI        | CD         | 9651112       |
| Italia         | 4 de diciembre de 2009  | EMI/Virgin | CD         |               |
| Suiza          | 4 de diciembre de 2009  | EMI        | CD         | 9651112       |
| Noruega        | 7 de diciembre de 2009  | EMI        | CD         | 5099996511152 |
| Reino Unido    | 7 de diciembre de 2009  | EMI/Virgin | CD         |               |
| Sudáfrica      | 7 de diciembre de 2009  | EMI/Virgin | CD         |               |
| Argentina      | 8 de diciembre , 2009   | EMI        | CD         |               |
| Canadá         | 8 de diciembre , 2009   | Virgin     | CD         | 5099996511121 |
| Canadá         | 8 de diciembre , 2009   | Virgin     | LP         | 5099930943315 |
| Finlandia      | 8 de diciembre , 2009   | EMI        | CD         |               |
| México         | 8 de diciembre , 2009   | EMI        | CD         |               |
| Estados Unidos | 8 de diciembre , 2009   | EMI/Virgin | CD         | 65111         |
| Estados Unidos | 8 de diciembre , 2009   | EMI/Virgin | CD [Clean] | 9651112       |
| Estados Unidos | 8 de diciembre , 2009   | EMI/Virgin | LP         | 09433         |
| Colombia       | 9 de diciembre de 2009  | EMI        | CD         |               |
| Brasil         | 10 de diciembre de 2009 | EMI        | CD         |               |
| Polonia        | 28 de diciembre de 2009 | EMI        | CD         |               |